# غربي الحاج أحمد
غربي ابراهيم الحاج احمد  (1921-  12 آب 2000)، شاعر وصحفي وسياسي عراقي.

## حياته
الشاعر والسياسي والمحامي والصحفي والأديب والوزير ، غربي ابراهيم الحاج احمد النعيمي 
عرف الموصليون غربي الحاج احمد شاعرا وصحفيا وسياسيا ومحاميا ووزيرا، وقبل كل ذلك إنسانا مناضلا، عمل من أجل وطنه وأمته العربية.. ومن هنا فان إلقاء حزمة من الضوء على سيرته ونضاله تصبح ضرورة لابد منها لكي نذكر بما قدمه هذا الرائد الجليل من خدمة وطنية وقومية.
فاغربي الحاج احمد عاش في محلة شعبية موصلية كانت تعرف في الماضي بمحلة جهار سوق، أي الأسواق الأربع وتسمى اليوم بشهر سوق، وهي قريبة من باب الجديد من جهة وباب البيض من جهة أخرى.
غربي ابراهيم الحاج احمد الملا حسن ولد سنة 1923  في محلة (القنطرة ) التي تقع بين منطقة باب البيض التحتاني وشهر سوق .وبعد أن أكمل دراسته الأولية في كتاب تديره امرأة فاضلة دخل مدرسة باب البيض الابتدائية  للبنين . ولعل من أبرز ما تميزت به سنوات تعليمه الأولى حبه للمطالعة وتردده المستمر على المكتبة العامة التي كانت تسمى (مكتبة الملك غازي) وهناك ظهرت رغبته في حفظ الشعر ثم نظمه بعد ذلك.
التحق بكلية الحقوق ببغداد بعد أن أنهى دراسته الإعدادية في الموصل وكان رئيسا للجنة الادب والقانون في الكلية  .وكان زميله ورفيق عمره الذي لم يكن يفارقه قاسم المفتي  وحملا كليهما الفكر العروبي القومي . تخرج  في كلية الحقوق ببغداد سنة 1945 واتجه حال تخرجه نحو العمل السياسي العلني فانضم إلى حزب الاستقلال المؤسس في نيسان 1946 وصار معتمدا لفرع الموصل من بين أعضاء هيئته الإدارية.
وقد أشار في أوراقه الخاصة ، بأنه انتمى إلى (الحزب العربي السري) منذ كان طالبا في كلية الحقوق 1942-1943، وضم هذا الحزب عددا من الشباب العربي القومي أمثال: محمد يونس السبعاوي، ومحمد صديق شنشل، ودرويش المقدادي، وفريد زين الدين، وقاسم المفتي، وسعيد حمو، وسلمان ألصفواني، وممدوح السخن، وإبراهيم طوقان، وكنعان الملاح، وقد تأسس هذا الحزب في سوريا وكانت له فروع في بعض المدن العربية ويؤمن بالوحدة العربية ويعمل من أجلها وكان نادي الجزيرة بالموصل واحدا من واجهاته وقد أسهم غربي حاج احمد في النشاط السياسي الذي شهده العراق إبان العهد الملكي (1921-1958) فتعرض إلى الاعتقال مرات عديدة..
كتب غربي الحاج احمد، منذ أن كان طالبا في كلية الحقوق، مقالات عديدة نشرتها له الصحف والمجلات آنذاك. كما نظم الشعر وقد ظهرت له بعض القصائد بأسماء مستعارة منها على سبيل المثال (المتنبي الصغير) و(أسامة) وقد نشر قصيدة في جريدة حبزبوز لصاحبها نوري ثابت ببغداد باسم مستعار وكانت عبارة عن محاورة بين الفقير والدينار جاء فيها:
أنت يا دينار عندي
قطعة من ذي السماء
لم لا تهوى فقيرا
يا عدو الفقراء
نحن يا دينار في أوطاننا
ذي غرباء
فاتق الله وصلنا
لنزيح الدخلاء
وليس من شك في انه كان يعرض بالمستعمرين وحكام العراق في العهد الملكي الرجعي لسيطرتهم على مقدرات البلاد، وإهمالهم الشعب. ولغربي الحاج احمد قصائد حماسية كثيرة لعل من أبرزها قصيدته الموسومة: (قل للطغاة) التي ألقيت في مهرجان حزب الاستقلال في بغداد في الاحتفالية بذكرى ثورة 1920 (30 من حزيران 1952) وقال عنها بعض السياسيين أنها (نبوءة بسقوط النظام الملكي) وقد لقيت إعجابا كبيرا وانتشارا واسعا وجاء فيها:
قل للطغاة تزودوا
أخشى ينغصكم غد
أخشى عليكم همسة
أو لمسة تترصد
أخشى على آمالكم
وهي اللطاف تبدد
ثم يقول:
لكم الحياة رخية
فأبنوا القصور وشيدوا
لا ترهبوا وثباتهم
ان يسخطوا أو يحقدوا
تا الله لن يتحرروا
مالم يسل مهند
عرف غربي الحاج احمد خلال حياته السياسية بمقالاته العنيفة التي حملت عناوين متحدية نذكر منها: (دولة الكفاءة) (لا نامت أعين الجبناء) و(لا تقلقوا الفساد) (جملنا البارك) (فوائد البصل) (يا أشباه الرجال ولا رجال).  وقد تولى غربي الحاج احمد رئاسة تحرير جريدة النضال، لسان حال حزب الاستقلال فرع الموصل منذ 29 من آذار 1948 واستمر يمارس عمله حتى سنة 1954 حين عطلت الحياة الحزبية، وأغلقت الصحف
إلا أن غربي الحاج احمد تصدى لحاكميه ودافع عن قضيته بكل إصرار وعناد موضحا أن وظيفة الصحفي والكاتب لم تتعد حدود النقد المباح الذي منحه إياه القانون لذلك صدر الأمر ببراءته وإخلاء سبيله ليظل شاهدا على أن الرجال مواقف وان التاريخ يظل وعاء لحفظ تلك المواقف تذكيرا للأجيال ودعوة لها لكي تستلهم سير أولئك الرجال، وتستهدي بهم في سيرتها الصاعدة لبناء كيان الأمة وتحقيق رسالتها وتجديد حياتها.
كتب عنه حميد المطبعي في (موسوعة أعلام العراق في القرن العشرين) في جزئها الأول الذي صدر سنة 1995 قائلا بأنه كان (صوتا للنضال العربي) (وبسبب نضاله القومي سجن أكثر من مرة ونفي إلى مدن الجنوب بعد العدوان الثلاثي على مصر سنة 1956 بقرار من المجلس العرفي العسكري).
كما كتبت عنه السيدة مريم السناطي مقالا مطولا استغرق صفحة كاملة في جريدة الجمهورية بتاريخ 12 من نيسان 1992 بعنوان: (غربي الحاج احمد يتذكر). وقد رافقته منذ طفولته ودراسته وتكوينه الثقافي والسياسي وعلاقته بالشعراء الكبار أمثال المرحوم  معروف الرصافي وحضوره المهرجانات الأدبية والشعرية داخل العراق وخارجه ووقفت عند نشاطه الصحفي وعلاقته بالدكتور سليم ألنعيمي صاحب مجلة ( التقدم )  وممارسته الصحافة في هذه المجلة سنة 1945 ودوره في رابطة الأدب والقانون التي تشكلت في كلية الحقوق عندما كان طالبا ورحلته مع مهنة المحاماة ، ومقالاته في (الهدى) التي أصدرها المرحوم فخري الخيرو وكذلك في (الأديب) التي أصدرها المرحوم محي الدين أبو الخطاب، كما أشارت إلى  مهمته التي أوكلتها إليه قيادة ثورة 14 تموز 1958 وهي ما كانت تسمى بمديرية الإرشاد (مديرية الإذاعة والتلفزيون)  .
كتب عنه رفيق دربه  الاستاذ احمد سامي الجلبي كتابا صغيرا نشره له مركز دراسات الموصل بجامعة الموصل  سنة 2003 بعنوان ( غربي الحاج احمد ) وقد كتبت عنه اقول :
وأنا اعد حلقة من برنامجي التلفزيوني (موصليات ) الذي اقدمه من على قناة (الموصلية ) الفضائية عن الاستاذ غربي الحاج أحمد ، السياسي والشاعر والكاتب والصحفي والوزير كان علي - وانا الذي كتبت عنه اكثر من مرة وعرفته معرفة شخصية فقد كان صديقا وزميلا لوالدي في حزب الاستقلال في الخمسينات قبل ان يكون صديقي -  كان لابد ان اعود الى ما كتب عنه وممن كتب عنه الاستاذ احمد سامي الجلبي الذي كتب كتابا صغيرا عنه اصدره مركز دراسات الموصل بجامعة الموصل بعنوان ( غربي الحاج احمد 1924-2000 ) ..
وفي هذا الكتاب الصغير في حجمه ، الكبير في مضمونه قال الاستاذ الصحفي الكبير رئيس تحرير جريدة فتى العراق ان زميله وصديقه الاستاذ غربي الحاج احمد كان من القلائل الذين واصلوا النضال دون ان تزعزعهم المعاناة او تحرفهم العواطف السياسية والتيارات الفكرية عن الطريق .فقد كان طيلة المسيرة من السياسيين اللامعين الذين تشهد لهم سجلات نضالهم بالصلابة والثبات والنزاهة ...عاش نظيفا ونزيها وجريئا لم يساوم ولم يهادن او يجادل اعداء فكره . كان مندفعا وثائرا على الواقع الفاسد ...
اصدر جريدة (النضال ) في الموصل لتكون لسان حال حزب الاستقلال وترأس تحريرها .
بعد ثورة 14 تموز 1958 اختارته قيادة الثورة مديرا عاما للاذاعة والتلفزيون. كما تسلم مناصب وزارية منها منصب وزير الوحدة ووزير الدولة وهو من كان وراء اصدار مجلة (الف باء ) مجلة العائلة العراقية . كان شاعرا مناضلا ومن قصائده الشهيرة (قل للطغاة ) .
عانى ما عانى بسبب افكاره وله عدد كبير من المقالات في الصحف والمجلات وقد انجز عنه الدكتور عمر ضياء الدين ذنون ال عمران رسالة ماجستير سنة 2003 بعنوان ( غربي الحاج احمد 1923 -2000 دراسة تاريخية في نشاطه السياسي والثقافي ) قدمت الى مجلس كلية التربية بجامعة الموصل بإشراف الدكتور نمير طه ياسين الصائغ .
كتاب الاستاذ احمد سامي الجلبي عن الاستاذ غربي الحاج احمد (رحمهما الله ) يتناول حياته ونشأته ومسيرته السياسية ومسيرته الصحفية وتوجهه الادبي وشعره وهو يورد نصوصا شعرية له منها قصيدته ( حطموها ) وقصيدته (قل للطغاة ) وقصيدته (عبث الجراد ) وقصيدته (اين الاباة ؟ ) وقصيدته (تل الزعتر ).كما وقف عند كتاباته السياسية ومحاكمته لنشره مقالا بعنوان ( دولة الكفاءة ) في جريدة (النضال ) العدد الصادر بتاريخ 12 كانون الثاني 1951.جرد الدكتور عمر ضياء الدين ذنون ال عمران عدد مقالاته فقال انها (308 ) مقالا منشورا . وله مقالات في الرثاء والنقد والقصة والشعر يصل عددها الى ( 33 ) مقالا .
كما ان له اعمالا غير منشورة منها ديوانه ( قصائد للتاريخ ) ، وكتاب ( الصحيفة الظالمة ) وفيه صورا قصصية .كما انه شرع قبل وفاته بكتابة مذكراته ، وله ايضا كتاب بعنوان ( دفوع مختارة ) وهذه الاعمال تنتظر النشر ونأمل من اسرته السعي الى نشرها ونشر رسالة الماجستير التي كتبت عنه .رحم الله الاستاذ غربي ورحم الله الاستاذ احمد سامي كانا صديقان عزيزان .
كما انجز عنه الدكتور عمر ضياء ذنون ال عمران سنة 2003رسالة ماجستير بعنوان :  (غربي الحاج احمد 1923-2000 دراسة تاريخية في نشاطه السياسي والثقافي ) قدمها الى مجلس كلية التربية للعلوم الانسانية وكتبت عنه اقول : وانا عندما اريد ان اكتب عن الاستاذ غربي الحاج احمد السياسي والصحفي والكاتب والوزير والانسان ، لابد ان اقول بأنني ومنذ سنوات، اقترحت على احد الطلبة وهو تلميذي النجيب الدكتور عمر ضياء الدين ذنون ال عمران ان يكتب عن الاستاذ غربي الحاج احمد ، واتذكر انني اتصلت بإسرة المرحوم الاستاذ غربي تلفونيا وطلبت منهم ان يساعدوا الباحث ويمدونه بما لديهم من اوراق ووثائق ومستندات الاستاذ غربي لتكون الرسالة عملا يليق بالاستاذ غربي الحاج احمد ودوره السياسي والفكري والثقافي في تاريخ العراق المعاصر خاصة وانني ارتبطت به منذ سنين بحكم صداقته لوالدي منذ الاربعينات وصداقته لي وزيارتي له في مكتبه وفي مكتبة صديقنا الاستاذ عبد الباسط يونس واعني بها مكتبة المكتبة في محلة النبي شيت .
الرجل أنجز رسالته الموسومة ( غربي الحاج احمد 1923-2000 دراسة تاريخية في نشاطه السياسي والثقافي ) وبإشراف تلميذي النجيب الدكتور نمير طه ياسين الصائغ وقدمت الرسالة الى مجلس كلية التربية بجامعة الموصل سنة 2003 .
الرسالة تقع في (185 ) صفحة وهي تتألف من مقدمة وفصول اربعة هي على التوالي : التنشئة الاجتماعية والثقافية للاستاذ غربي الحاج احمد 1923 -1945 ونشاطه السياسي في العهد الملكي 1946-1958ونشاطه السياسي في العهد الجمهوري 1958-1968 ونتاجه الثقافي وخلال هذه الفصول وقف عند نسبه وولادته ودراسته والتحاقة بكلية الحقوق ونشاطه في كلية الحقوق وبداياته مع الشعر وبداية نشاطه الصحفي والثقافي ودوره في تأسيس حزب الاستقلال 1946واسهاماته في القضايا الوطنية ومنها في انتفاضة 1948 واضراب القصابين في الموصل 1946 وفي انتفاضة 1956 وفي اصداره جريدة (النضال ) ومحاكمته الاولى والثانية واختياره مديرا عاما للاذاعة والتلفزيون بعد ثورة 14 تموز 1958 (كانت تسمى ادارة الارشاد والتوجيه العام ) ودوره في الحزب العربي الاشتراكي وفي الاتحاد الاشتراكي العربي وفي المؤسسة العامة للصحافة ومؤلفاته واستيزاره وابداعاته الشعرية ومقالاته الصحفية ووفاته .
من أروع ما فعله الدكتور عمر ضياء الدين ال عمران ، أنه وضع فهرسا بكل كتابات الاستاذ غربي الحاج احمد في الصحف (308 ) مقالة وبلغ عدد مقالاته الادبية في الرثاء (6) وفي النقد (3) وفي القصة (10 )وفي الشعر (14 ) .كما وضع صورا في الملحق للاستاذ غربي الحاج احمد ومنها عندما كان وزيرا للوحدة ووزيرا للدولة .ومن الملاحق المهمة والرائعة الملحق رقم (6) وهو نص منهاج الاساسي للحزب العربي الاشتراكي الذي بدأ نشاطه في شهر آب 1960 وهذا النص لايتوفر في الكتب المتداولة التي تناولت الاحزاب السياسية في العراق الجمهوري وكانت للحزب جريدة ناطقة بلسانه هي (لواء العروبة ) .
لقد استوزر مرتان في فترة الرئيس عبد الرحمن محمد عارف الاولى سنة 1966 وزيرا للوحدة والثانية سنة 1967 وزيرا للدولة كما كان عضوا في اللجنة التنفيذية العليا للاتجاد الاشتراكي العربي وكان هو وراء اصدار مجلة (الف باء ) وكان هو اول رئيس تحرير لها لكن اسمه لم يظهر وقد احيل على التقاعد سنة 1969 وعاد الى الموصل ليمارس مهنته المحاماة حتى اواخر ايامه وله كتب مخطوطة ومذكرات تنتظر النشر وله ديوان شعر وقصائد متناثرة وقصص واعمال ادبية وكلها بخط يده ولدي في ارشيفي جزءا من مذكراته المخطوطة .
كان الاستاذ غربي الحاج احمد وقد كتبت عنه اكثر من مرة وقدمت عنه حلقة من برنامجي التلفزيوني (موصليات ) من قناة الموصلية كانبا جريئا وصحفيا متميزا وهو كاتب افتتاحيات من الطراز الاول وكان يؤمن بالحرية والدمقراطية الشعبية ويكره العنف ويكره الاغتيال مع العلم انه كان مندفعا بالعمل السياسي ، وقد امتلك قلما حرا وعباراته شعرية وادبية بليغة ومؤثرة وكان رجل مبادئ لايحيد عنها وعرفته قارئا نهما لايتستغرق الكتاب الذي يطلبه مني اياما وكان يتعامل مع الحياة بواقعية وكان نزيها ، ووطنيا عراقيا ، وعروبيا ، وانسانيا .
كرمته الموصل مرات ومرات بذكره واستذكاره ، وكان الموصليون يحبونه وآخر تكريم له كان في الذكرى 109 لمولد الصحافة الموصلية (28 حزيران 1994 ) .
وبعد انقلاب 8 شباط 1963 اصبح مديرا عاما للحقوق في وزارة  التخطيط . وكذلك رئاسته للمؤسسة العامة للصحافة سنة 1967 واستمراره في وزارة ناجي طالب في 9 من آب 1966 وزيرا للوحدة وفي المرة الثانية التي استوزر فيها وكان وزيرا للدولة (10 من أيار 1967) وفي أواسط سنة 1968 عمل وكيلا لوزارة التخطيط، كما عين سفيرا في وزارة الخارجية لكنه لم يلتحق وفضل التقاعد والعودة الى الموصل لممارسة مهنته التي احبها وهي مخنة المحاماة . وتولى رئاسة تحرير جريدة النضال بين عامي 1946 و 1954، وهي الجريدة التي كان يصدرها الحزب في الموصل، وقد اعتقل أكثر من مرة بسبب مقالاته الناقدة للحكومة. اتهم بمحاولة اغتيال بعض أقطاب العهد الملكي، وأفرج عنه لانعدام الدليل القانوني.
وفي 8 آذار 1959، بعد ثورة الشواف، اعتقل ونُقِل إلى بغداد حيث عُذّب في كتيبة الدبابات، التي كتب عنها قصيدته «ليلة في معتقل الدبابات».
بعد ثورة 8 شباط 1963، شكّل مع عدد من رفاقه من أعضاء حزب الاستقلال المنحل حزبًا جديدًا أسموه الحزب العربي الاشتراكي. كما شغل منصب مدير مديرية الإرشاد (مديرية الإذاعة والتلفزيون)، ثم ترأس المؤسسة العامة للصحافة وأسس «مجلة الف باء» في بغداد التي صدرت يوم 22 أيار 1968 وترأس تحريرها.
شغل منصب وزير شؤون الوحدة في وزارة ناجي طالب عامي 1966 و 1967 ثم وزير دولة.
عمل بعدها وكيلا في وزارة التخطيط عام 1968 ثم سفيرا حتى تقاعده سنة 1969، حيث أحال نفسه على التقاعد لينصرف إلى مهنة المحاماة في الموصل.
له عشرة كتب مخطوطة وديوان شعر كبير وكتب تراثية محققة، كما كان له حضوره في نشاطات جامعة الموصل الثقافية وفي مجالس الأدب والسياسة الأخرى في المدينة. وكانت له آراء ومناقشات مع هيئات محكمة التمييز، وقد ضم كتابه «قصة قضية» عددا من اللوائح وقرارات المحاكم ذات العلاقة به. وله فضلا عن ذلك ثلاث مجاميع قصصية عبارة عن تحويل عدد من الدعاوى والقضايا التي كانت توكل فيها إلى قصص فنية وبأسلوب أدبي بديع وجميل وهي تحت عناوين: الخيط الأبيض، بقايا دموع، لو شنق مرتين.
وفي سنة 1969 أحال نفسه على التقاعد لينصرف إلى مهنة المحاماة في مدينته:الموصل وهي مهنته التي قال بأنه يحبها ويهواها لأنها تساعده في الإسهام بحل مشاكل الناس ولعل مما يسجل لهذه الشخصية الموصلية المرموقة، استمرارها في العطاء فهو فضلا عن مشاغل مهنته كان يقرأ كثيرا، ويكتب مذكراته السياسية وله عشرة كتب مخطوطة فضلا عــن ديوان شعر كبير وكتب تراثية محققة كما كان له حضوره في نشاطات جامعة الموصل الثقافية وفي مجالس الأدب والسياسة الأخرى في المدينة. ، وفي يوم 12 اب سنة 2000 لبى نداء ربه ، فتوفي رحمة الله عليه

## كتب عنه
- آلف الأستاذ أحمد سامي الجلبي كتابا صغيرا نشره له مركز دراسات الموصل بجامعة الموصل سنة 2003 بعنوان: «غربي الحاج أحمد»
- أنجز عنه الدكتور عمر ضياء الدين ذنون آل عمران رسالة ماجستير سنة 2003 بعنوان «غربي الحاج أحمد 1923 -2000 دراسة تاريخية في نشاطه السياسي والثقافي» قدمت إلى مجلس كلية التربية بجامعة الموصل بإشراف الدكتور نمير طه ياسين الصائغ

## روابط خارجية
- قناة نينوى الغد الفضائية برنامج من الذاكرة (غربي الحاج احمد) على يوتيوب